# Amathina tricarinata
Amathina tricarinata is een slakkensoort uit de familie Amathinidae. De wetenschappelijke naam werd gepubliceerd in 1767 door Carl Linnaeus.